# Улица Красотаю (Рига)
Улица Кра́сотаю (латыш. Krāsotāju iela, историческое русское название Красильная) — улица в Латгальском предместье города Риги, в микрорайонах Авоты (от начала улицы до ул. Артилерияс) и Гризинькалнс. Название улицы связывается с красильщиками тканей.
Начинается от улицы Матиса и заканчивается перекрёстком с улицей Таллинас. Общая длина улицы составляет 544 метра. На всём протяжении имеет асфальтовое покрытие, 2 полосы движения. Общественный транспорт по улице не курсирует, но на улицах Матиса и Таллинас есть остановки «Krāsotāju iela».

## История
До 1871 года застройка в районе нынешней улицы Красотаю была запрещена, поскольку эта территория (место бывшего военного лагеря) находилась в подчинении военного ведомства. Первый дом на улице Красотаю был построен на углу с улицей Артилерияс по проекту архитектора Фридриха Елея, датированному январём 1872 года. С 1872 года улица появляется на планах города как безымянная (проектируемая); в первый раз название улицы встречается в рижских адресных книгах за 1876 год. Переименований улицы не было.

## Достопримечательности
- Жилой дом № 11 (построен в 1912 году) является охраняемым памятником архитектуры местного значения[5].
- На перекрёстке с улицей Лиенес действует выставочный зал «Koka Rīga» («Деревянная Рига»), экспозиция которого посвящена истории деревянных зданий и их реновации[6].

## Прилегающие улицы
Улица Красотаю пересекается со следующими улицами:
- Улица Матиса
- Улица Спаргелю
- Улица Лиенес
- Улица Артилерияс
- Улица Таллинас